# Збірна Канади з футболу
Збірна Канади з футболу — національна футбольна команда Канади, що керується Канадською футбольною асоціацією. Була учасником Олімпійських турнірів 1904 (переможець) та 1976 років.
Станом на 3 квітня 2025 посідає 30-e місце у рейтингу футбольних збірних світу.

## Чемпіонат світу
- 1930 — не брала участі
- 1934 — не брала участі
- 1938 — не брала участі
- 1950 — не брала участі
- 1954 — не брала участі
- 1958 — не пройшла кваліфікацію
- 1962 — не пройшла кваліфікацію
- 1966 — не пройшла кваліфікацію
- 1970 — не пройшла кваліфікацію
- 1974 — не пройшла кваліфікацію
- 1978 — не пройшла кваліфікацію
- 1982 — не пройшла кваліфікацію
- 1986 — груповий етап
- 1990 — не пройшла кваліфікацію
- 1994 — не пройшла кваліфікацію
- 1998 — не пройшла кваліфікацію
- 2002 — не пройшла кваліфікацію
- 2006 — не пройшла кваліфікацію
- 2010 — не пройшла кваліфікацію
- 2014 — не пройшла кваліфікацію
- 2018 — не пройшла кваліфікацію
- 2022 — груповий етап
- 2026 —

## Золотий кубок КОНКАКАФ
| Золотий кубок КОНКАКАФ | Золотий кубок КОНКАКАФ | Золотий кубок КОНКАКАФ | Золотий кубок КОНКАКАФ | Золотий кубок КОНКАКАФ | Золотий кубок КОНКАКАФ | Золотий кубок КОНКАКАФ | Золотий кубок КОНКАКАФ | Золотий кубок КОНКАКАФ |
| Рік                    | Раунд                  | Місце                  | І                      | В                      | Н                      | П                      | М+                     | М-                     |
| ---------------------- | ---------------------- | ---------------------- | ---------------------- | ---------------------- | ---------------------- | ---------------------- | ---------------------- | ---------------------- |
| 1963                   | Не брали участь        | Не брали участь        | Не брали участь        | Не брали участь        | Не брали участь        | Не брали участь        | Не брали участь        | Не брали участь        |
| 1965                   | Не брали участь        | Не брали участь        | Не брали участь        | Не брали участь        | Не брали участь        | Не брали участь        | Не брали участь        | Не брали участь        |
| 1967                   | Не брали участь        | Не брали участь        | Не брали участь        | Не брали участь        | Не брали участь        | Не брали участь        | Не брали участь        | Не брали участь        |
| 1969                   | Не брали участь        | Не брали участь        | Не брали участь        | Не брали участь        | Не брали участь        | Не брали участь        | Не брали участь        | Не брали участь        |
| 1971                   | Не брали участь        | Не брали участь        | Не брали участь        | Не брали участь        | Не брали участь        | Не брали участь        | Не брали участь        | Не брали участь        |
| 1973                   | Не кваліфікувались     | Не кваліфікувались     | Не кваліфікувались     | Не кваліфікувались     | Не кваліфікувались     | Не кваліфікувались     | Не кваліфікувались     | Не кваліфікувались     |
| 1977                   | Четверте місце         | 4-е з 6                | 5                      | 2                      | 1                      | 2                      | 7                      | 8                      |
| 1981                   | Четверте місце         | 4-е з 6                | 5                      | 1                      | 3                      | 1                      | 6                      | 6                      |
| 1985                   | Чемпіон                | 1-е з 9                | 4                      | 2                      | 2                      | 0                      | 4                      | 2                      |
| 1989                   | Не кваліфікувались     | Не кваліфікувались     | Не кваліфікувались     | Не кваліфікувались     | Не кваліфікувались     | Не кваліфікувались     | Не кваліфікувались     | Не кваліфікувались     |
| 1991                   | Груповий етап          | 6-е з 8                | 3                      | 1                      | 0                      | 2                      | 6                      | 9                      |
| 1993                   | Груповий етап          | 6-е з 8                | 3                      | 0                      | 2                      | 1                      | 3                      | 11                     |
| 1996                   | Груповий етап          | 5-е з 9                | 2                      | 1                      | 0                      | 1                      | 4                      | 5                      |
| 1998                   | Відмовилась            | Відмовилась            | Відмовилась            | Відмовилась            | Відмовилась            | Відмовилась            | Відмовилась            | Відмовилась            |
| 2000                   | Чемпіон                | 1-е з 12               | 5                      | 3                      | 2                      | 0                      | 7                      | 3                      |
| 2002                   | Третє місце            | 3-є з 12               | 5                      | 2                      | 2                      | 1                      | 5                      | 4                      |
| 2003                   | Груповий етап          | 9-е з 12               | 2                      | 1                      | 0                      | 1                      | 1                      | 2                      |
| 2005                   | Груповий етап          | 9-е з 12               | 3                      | 1                      | 0                      | 2                      | 2                      | 4                      |
| 2007                   | Півфінал               | 3-є з 12               | 5                      | 3                      | 0                      | 2                      | 9                      | 5                      |
| 2009                   | Чвертьфінал            | 5-е з 12               | 4                      | 2                      | 1                      | 1                      | 4                      | 3                      |
| 2011                   | Груповий етап          | 9-е з 12               | 3                      | 1                      | 1                      | 1                      | 2                      | 3                      |
| 2013                   | Груповий етап          | 11-е з 12              | 3                      | 0                      | 1                      | 2                      | 0                      | 3                      |
| 2015                   | Груповий етап          | 10-е з 12              | 3                      | 0                      | 2                      | 1                      | 0                      | 1                      |
| 2017                   | Чвертьфінал            | 6-е з 12               | 4                      | 1                      | 2                      | 1                      | 6                      | 5                      |
| 2019                   | Чвертьфінал            | 6-е з 16               | 4                      | 2                      | 0                      | 2                      | 14                     | 6                      |
| 2021                   | Четверте місце         | 4-е з 16               | 5                      | 3                      | 0                      | 2                      | 11                     | 5                      |
| 2023                   | Чвертьфінал            | 6-е з 16               | 4                      | 1                      | 3                      | 0                      | 8                      | 6                      |
| 2025                   | Чвертьфінал            | 6-е з 16               | 4                      | 2                      | 2                      | 0                      | 10                     | 2                      |
| Разом                  | 2 титули               | 20/28                  | 80                     | 32                     | 25                     | 23                     | 116                    | 95                     |

- — країна-господар фінального турніру

## Поточний склад
Наступні 26 гравці були оголошені у списку збірної для участі у ЧС-2022.
Матчі та голи вірні станом на 23 листопада 2022 року, після матчу проти Бельгії.
| №  | Поз. | Гравець            | Дата народження (вік)        | Ігри | Голи | Клуб                  |
| -- | ---- | ------------------ | ---------------------------- | ---- | ---- | --------------------- |
| 1  |      | Дейн Сент-Клер     | 9 травня 1997 (28 років)     | 2    | 0    | Міннесота Юнайтед     |
| 16 |      | Джеймс Пантеміс    | 21 лютого 1997 (28 років)    | 0    | 0    | Монреаль              |
| 18 |      | Мілан Борян        | 23 жовтня 1987 (37 років)    | 69   | 0    | Црвена Звезда Белград |
|    |      |                    |                              |      |      |                       |
| 2  |      | Алістер Джонстон   | 8 жовтня 1998 (26 років)     | 31   | 1    | Монреаль              |
| 3  |      | Сем Адекугбе       | 16 січня 1995 (30 років)     | 35   | 1    | Хатайспор             |
| 4  |      | Камал Міллер       | 16 травня 1997 (28 років)    | 30   | 0    | Монреаль              |
| 5  |      | Стівен Віторія     | 11 січня 1987 (38 років)     | 36   | 4    | Шавеш                 |
| 22 |      | Річі Ларея         | 7 січня 1995 (30 років)      | 35   | 1    | Торонто               |
| 25 |      | Дерек Корнеліус    | 25 листопада 1997 (27 років) | 14   | 0    | Панетолікос           |
| 26 |      | Джоел Вотерман     | 24 січня 1996 (29 років)     | 2    | 0    | Монреаль              |
|    |      |                    |                              |      |      |                       |
| 6  |      | Самюель П'єтт      | 12 листопада 1994 (30 років) | 66   | 0    | Монреаль              |
| 7  |      | Стівен Еуштакіу    | 21 грудня 1996 (28 років)    | 27   | 3    | Порту                 |
| 8  |      | Ліам Фрейзер       | 13 лютого 1998 (27 років)    | 15   | 0    | Дейнзе                |
| 13 |      | Атіба Гатчинсон () | 8 лютого 1983 (42 роки)      | 99   | 9    | Бешикташ              |
| 14 |      | Марк-Ентоні Кей    | 4 грудня 1994 (30 років)     | 38   | 2    | Торонто               |
| 15 |      | Ісмаель Коне       | 16 червня 2002 (23 роки)     | 7    | 1    | Монреаль              |
| 21 |      | Джонатан Осоріо    | 12 червня 1992 (33 роки)     | 58   | 7    | Торонто               |
| 24 |      | Девід Возерспун    | 16 січня 1990 (35 років)     | 10   | 1    | Сент-Джонстон         |
|    |      |                    |                              |      |      |                       |
| 9  |      | Лукас Кавалліні    | 28 грудня 1992 (32 роки)     | 34   | 18   | Ванкувер Вайткепс     |
| 10 |      | Джуніор Гойлетт    | 5 червня 1990 (35 років)     | 51   | 14   | Редінг                |
| 11 |      | Тейджон Б'юкенен   | 8 лютого 1999 (26 років)     | 27   | 4    | Брюгге                |
| 12 |      | Іке Угбо           | 21 вересня 1998 (26 років)   | 8    | 0    | Труа                  |
| 17 |      | Кайл Ларін         | 17 квітня 1995 (30 років)    | 56   | 25   | Брюгге                |
| 19 |      | Альфонсо Дейвіс    | 2 листопада 2000 (24 роки)   | 35   | 12   | Баварія Мюнхен        |
| 20 |      | Джонатан Девід     | 14 січня 2000 (25 років)     | 36   | 22   | Лілль                 |
| 23 |      | Ліам Міллар        | 27 вересня 1999 (25 років)   | 17   | 0    | Базель                |